# No Binaries España
No Binaries España es una asociación española por los derechos de las personas personas no binarias, la primera entidad de este tipo a nivel estatal.

## Historia
La asociación se creó en 2020, y su actividad se ha centrado en la visibilización de las personas no binarias en España y la revindicación de una tercera casilla en los documentos de identidad, lo que posibilitaría el reconocimiento legal de estas personas. En este sentido, han mostrado su apoyo a la ley trans canaria de 2021, que incluye a las identidades no binarias.
En 2021 apoyaron la proposición de ley presentada por Esquerra Republicana y otros grupos en el Congreso, que finalmente no salió adelante debido a los votos en contra de PP y Vox y la abstención del PSOE.
En octubre de ese año se reunieron con la entonces ministra de Igualdad Irene Montero y la directora general de Diversidad Sexual y Derechos LGTBI Boti G. Rodrigo con el objetivo de visibilizar y sensibilizar sobre las realidades de las personas no binarias, así como la colaboración para garantizar sus derechos. Anteriormente, en julio del mismo año, se habían reunido ya con el entonces presidente del Gobierno, Pedro Sánchez para trasladar su preocupación tras la exclusión de las personas no binarias de la Ley Trans. Tras la aprobación de la ley, que finalmente no incluyó la posibilidad de una tercera casilla en los documentos de identidad, la asociación afirmó que continuaría demandando ese derecho, y desde entonces ha llevado a cabo varias acciones de solicitud de cambio de sexo registral.